# Isorropus funeralis
Isorropus funeralis är en fjärilsart som beskrevs av Sir George Hamilton Kenrick 1914. Isorropus funeralis ingår i släktet Isorropus och familjen björnspinnare. Inga underarter finns listade i Catalogue of Life.